# 普拉斯尼察市鎮

普拉斯尼察市鎮在北馬其頓的位置

普拉斯尼察市鎮是北馬其頓共和國的一個市镇，行政中心为普拉斯尼察村，属于西南统计区，總面積54.44平方公里，2020年人口为4,512人。
該市镇東北面是馬其頓布羅德市鎮，東南面是克鲁舍沃市镇，西南、西边及西北面是基切沃市鎮。

## 外部連結
- 官方网站